# Elaterinae
Elaterinae (лат.) — подсемейство жуков из семейства щелкунов.

## Описание
Жуки-щелкуны, которые отличаются следующими признаками: голова овальная, ротовой аппарат нижний: мезостернум и метастернум разделены отчетливым швом; лобный гребень разнообразный, от среднего до толстого, выступающий; простернум спереди обычно дугообразный; щитик разнообразный, но никогда не сердцевидный; мезококсы открыты как для мезепимерона, так и для мезэпистерны; средне- и заднегрудь отчётливые, соединены швом; лапки различные, с подушечками или без них; коготки простые или зазубренные, без базальных щетинок.

## Систематика
Около 5000 видов. Крупнейшее подсемейство, более 150 родов. 
- Триба Agriotini
  - Agriotes — Bohartina[4] — Campylomorphus — Dalopius — Dolopius — Ectinus
- Триба Ampedini
  - Ischnodes
  - Подтриба Ampedina
    - Ampedus
    - Ypsilosthetus

  - Подтриба Dicrepidiina
    - Abelater — Achrestus — Anoplischiopsis — Anoplischius — Atractosomus — Blauta — Crepidius — Cyathodera — Dicrepidius — Dipropus — Heterocrepidius — Spilomorphus — Spilus

  - Подтриба Melanotina (или подсемейство Melanotinae)
    - Melanotus

  - Подтриба Physorhinina[5]
    - Anchastelater — Anchastomorphus — Anchastus — Astanchus — Chastanus — Dactylosimus — Gonodyrus — Monelasmus — Physorhinodes — Physorhinus — Platianulus — Podeonius — Poggiellus — Porthmidiascus — Porthmidius — Rieseulus — Suzukielater — Tabula — Tetraraphes — Trelasus
- Триба Elaterini
  - Diplostethus — Dolerosomus — Elater — Neotrichophorus — Orthostethus — Parallelostethus — Sericus — Tomicephalus
- Триба Megapenthini
  - Ectamenogonus — Megapenthes — Melanoxanthus — Procraerus
- Триба Physorhinini
- Триба Pomachiliini
  - Alyma — Deromecus — Gabryella — Llanquihue — Lynnyella — Mecothorax — Medonia — Podonema — Pomachilius — Pseudoderomecus — Sofia
- Триба Synaptini
  - Adrastus — Silesis — Synaptus